# 波略斯
波略斯，是西班牙卡斯蒂利亚-莱昂巴利亚多利德省的一个市镇。总面积51平方公里，2001年普查人口總數為763人，人口密度為每平方公里15人。